# Américo Lopes
Américo Lopes (ur. 6 marca 1933 w Santa Maria de Lamas, Portugalia, zm. 22 września 2023) – portugalski piłkarz, bramkarz. Uczestnik i brązowy medalista mistrzostw świata z roku 1966. 15-krotny reprezentant Portugalii.

## Kariera
Lopes rozpoczynał karierę piłkarza w FC Porto, gdzie grał przez 11 lat. Wraz z tym klubem sięgnął po Mistrzostwo Portugalii w sezonie 1958/59 oraz zdobył Puchar Portugalii w sezonie 1967/68. W reprezentacji narodowej zadebiutował 29 kwietnia 1964 w meczu towarzyskim przeciwko Szwajcarii wygranym 3-2. Ostatni raz w reprezentacji Portugalii wystąpił 11 grudnia 1968 r., w przegranym meczu w kwalifikacjach do MŚ 1970, z drużyną Grecji (2-4). W 1966 r. jako jeden z trzech bramkarzy portugalskich został powołany na mundial 1966, który odbywał się w Anglii. Na mundialu w Anglii, zarówno on jak i João Lourenço, Manuel Duarte oraz Fernando Peres, nie rozegrał ani jednego spotkania.

## Osiągnięcia
- brązowy medal mistrzostw świata 1966
- Liga portugalska (1x z FC Porto w sezonie 1958/59)
- Puchar Portugalii (1x z FC Porto w sezonie 1967/68)